# Piero Taruffi
Piero Taruffi (Albano Laziale, 12 de octubre de 1906-Roma, 12 de enero de 1988) fue un piloto italiano de automovilismo, padre de la también piloto Prisca Taruffi. Participó en dieciocho carreras de Fórmula 1, debutando el 3 de septiembre de 1950. Ganó una prueba y obtuvo 41 puntos en toda su carrera.
Respecto a competencias de sport: ganó con un Ferrari 212 Inter la Carrera Panamericana de 1951, en 1954 ganó la competencia de Targa Florio con un Lancia D24 #76, y en 1957 ganó con un Ferrari #535 la Mille Miglia, la última edición de la famosa carrera italiana.
El Autódromo de Vallelunga, situado cerca de Roma, lleva su nombre.

## Resultados

### Fórmula 1
(Clave) (negrita indica pole position) (cursiva indica vuelta rápida)
| Año  | Escudería                 | 1     | 2     | 3       | 4     | 5       | 6     | 7       | 8       | 9   | Pos. | Puntos |
| ---- | ------------------------- | ----- | ----- | ------- | ----- | ------- | ----- | ------- | ------- | --- | ---- | ------ |
| 1950 | SA Alfa Romeo             | GBR   | MON   | 500     | SUI   | BEL     | FRA   | ITA Ret |         |     | NC   | 0      |
| 1951 | Scuderia Ferrari          | SUI 2 | 500   | BEL Ret | FRA   | GBR     | GER 5 | ITA 5   | ESP Ret |     | 6º   | 10     |
| 1952 | Scuderia Ferrari          | SUI 1 | 500   | BEL Ret | FRA 3 | GBR 2   | GER 4 | NED     | ITA 7   |     | 3º   | 22     |
| 1954 | Scuderia Ferrari          | ARG   | 500   | BEL     | FRA   | GBR     | GER 6 | SUI     | ITA     | ESP | NC   | 0      |
| 1955 | Scuderia Ferrari          | ARG   | MON 8 | 500     | BEL   | NED     |       |         |         |     | 6º   | 9      |
| 1955 | Daimler Benz AG           |       |       |         |       |         | GBR 4 | ITA 2   |         |     | 6º   | 9      |
| 1956 | Officine Alfieri Maserati | ARG   | MON   | 500     | BEL   | FRA Ret | GBR   | GER     |         |     | NC   | 0      |
| 1956 | Vandervell Products Ltd.  |       |       |         |       |         |       |         | ITA Ret |     | NC   | 0      |